# Дігтяренко Кузьма Якович
Кузьма Якович Дігтяре́нко (1900—1942) — український театральний актор і режисер.

## Біографія
Народився у 1900 році. Закінчив Музично-драматичну школу Миколи Лисенка у Києві. З 1922 року — в театрі «Березіль» (з 1923 року — в режисерській лабораторії Леся Курбаса). Був репресований. Помер у 1942 році.

## Творчість
зіграв ролі
- Гайдамака («Гайдамаки» за Тарасом Шевченком);
- Лорд («Машиноборці» за Ернстом Толлером).

поставив вистави
- «Заповіт пана Ралка» Василя Цимбала (1930, спільно з Лесем Курбасом і Володимиром Скляренком);
- «МРТО» (1931).